# То (буква)
Թ, թ (арм. թոо файле, в кл. орф. թօ, то) — девятая буква армянского алфавита. Создал Месроп Маштоц в 405—406 годах.

## Использование
И в восточноармянском, и в западноармянском языках обозначает звук [tʰ]. Числовое значение в армянской системе счисления — 9.
Использовалась в курдском алфавите на основе армянского письма (1921—1928) для обозначения звука [tʰ].
В системах романизации армянского письма передаётся как tʼ (ISO 9985, BGN/PCGN), tʻ (ALA-LC). В восточноармянском шрифте Брайля букве соответствует символ ⠜ (U+281C), а в западноармянском — ⠞ (U+281E).

## Кодировка
И заглавная, и строчная формы буквы то включены в стандарт Юникод начиная с версии 1.0.0 в блоке «Армянское письмо» (англ. Armenian) под шестнадцатеричными кодами U+0539 и U+0569 соответственно.

## Галерея

Округлый еркатагир
Прямолинейный еркатагир
Болоргир
Нотргир
Шхагир